# Tortula protobryoides
Tortula protobryoides är en bladmossart som beskrevs av Richard Henry Zander 1993. Tortula protobryoides ingår i släktet tussmossor, och familjen Pottiaceae. Inga underarter finns listade i Catalogue of Life.